# کورنل موندروتسو
کورنل موندروتسو (مجاری: Kornél Mundruczó) یک کارگردان فیلم و تئاتر اهل مجارستان است.
از فیلم‌ها یا مجموعه‌های تلویزیونی که وی در آن‌ها نقش داشته‌است می‌توان به خدای سفید اشاره نمود که برندۀ جایزۀ نوعی نگاه در جشنواره فیلم کن ۲۰۱۴ شد.

## زندگی‌نامه
کورنل در سال ۱۹۹۸ به عنوان بازیگر سینمایی توانست جایزه‌ی آکادمی هنرهای درام و سینمای بوداپست را از آن خود کند. سپس در سال ۲۰۰۳ این جایزه را برای کارگردانی سینما و تلویزیون کسب کرد. در همین زمان، او کمپانی پورتون سینما ال‌تی‌دی را با همکاری ویکتوریا پترانی تأسیس کرد. اولین فیلم بلند او این را می‌خواهم و نه هیچ چیز دیگر نام داشت که توانست جایزه‌ی بهترین فیلم اول را از جشنواره‌ی هفتگی سینمای مجارستان کسب کند اما این فیلم خدای سفید بود که برای اولین بار او را بر سر زبان‌ها انداخت. موندروتسو به تازگی برای کارگردانی فیلم زمین را به ارث ببر از کمپانی سونی پیکچرز بر عهده گرفته‌است.